# Alfred Beamish
Alfred Beamish (n. 6 august 1879, Greater London, Anglia, Regatul Unit al Marii Britanii și Irlandei – d. 28 februarie 1944, Nairn⁠(d), Scoția, Regatul Unit) a fost un jucător de tenis ce a reprezentat Regatul Unit al Marii Britanii și al Irlandei de Nord, medaliat olimpic. A participat la o ediție a Jocurilor Olimpice (1912) în care a câștigat o medalie de bronz.